# Parroquia Tutupali (Zamora Chinchipe)
La parroquia Tutupali , es una parroquia rural en el cantón Yacuambi, provincia de Zamora Chinchipe, en Ecuador.
La parroquia se encuentra a 1300 m s. n. m.  se asienta sobre la zona baja del Río YakuchinKarik, afluente del Río Yacuambi. Está ubicada a 20km de la cabecera cantonal, existen dos formas de llegar a la parroquia por Saraguro en el sector de Paquishapa por una carretera de tercer orden con una distancia de 65km y desde la cabecera cantonal que queda a 20km.  La parroquia es un descanso de dos famosos senderos etno-ecoturísticos, que llevan hacia la zona alta del Río YakuchinKarik y el otro hacia Paquishapa en la provincia de Loja.
Es un lugar privilegiado por la naturaleza se encuentra en medio de dos ríos el YakuchinKarik (río que kilómetros arriba desaparece y reaparece por un túnel) y el Zabala, sus habitantes son mestizos e indígenas de la etnia Saraguro por lo que en su parque central se construyó un sombrero en homenaje a estos, 
- Datos: Q6063608